# Sacconago
Sacconago (Sinågu in dialetto bustocco) è una frazione di 8 639 abitanti del comune di Busto Arsizio. Fu un comune autonomo dal Medioevo al 1928, e parrocchia fin dal Rinascimento.

## Storia
Il villaggio di Sacconago risale probabilmente all'epoca che va dal II secolo a.C. ed il II secolo d.C. Si ritiene che il suffisso "-ago" si sia originato in epoca celto-romana, ossia da popolazione celtica romanizzata.
I primi residui archeologici sono quelli rinvenuti nella chiesa vecchia di Sacconago, i cui lavori hanno consentito di ritrovare resti non solo della chiesa antecedente all'attuale, ovvero tutto la parte sinistra e l'abside con magnifici affreschi, ora ottimamente restaurati, ma anche di un edificio più antico, le cui fondazioni sono ora visibili attraverso un pavimento di vetro.
Nel Medioevo faceva parte della pieve di Olgiate Olona, traslata nel 1583 da San Carlo Borromeo a Busto Arsizio. Nel 1649 il nobile Giuseppe Corio acquistò da Filippo IV di Spagna il feudo del borgo. Nel 1730 Sacconago inglobò l'allora comune autonomo di Cascina Brughetto.
Sacconago fu unita una prima volta a Busto Arsizio dall'8 novembre 1811 al 12 febbraio 1816, e da allora fu comune autonomo per più di cent'anni. Nel 1853 contava 1 658 abitanti. Nel 1869 si vide aggregare il comune di Borsano, al quale rimase unito fino al 1912. L'anno precedente veniva fondato l'asilo san Cirillo. Nel 1928 fu aggregato definitivamente a Busto Arsizio, insieme a Borsano.
L'allora parroco don Angelo Volontè fu attivo durante la Resistenza. Sul retro del cimitero, nel febbraio 1945, avvennero delle fucilazioni di partigiani.

## Monumenti e luoghi d'interesse
Gli edifici più degni di nota di Sacconago per la loro storia e la loro architettura sono senz'altro le tre chiese, quella parrocchiale, quella settecentesca e quella di Madonna in Campagna. Un'altra chiesa, intitolata a san Donato e andata distrutta, si ergeva a poca distanza dalla chiesa settecentesca dei Santi Pietro e Paolo. Questo è segno del fatto che la comunità sinaghina ha avuto come centro vitale nei secoli la casa di Dio.
Tra gli edifici civili, i più prestigiosi sono la villa Calcaterra, risalente agli anni venti e collocata all'interno di un parco che si affaccia sull'antica via di comunicazione che collegava Sacconago e Busto Arsizio, la villa Gagliardi e la Colonia Elioterapica.

### Chiesa parrocchiale dei Santi Pietro e Paolo

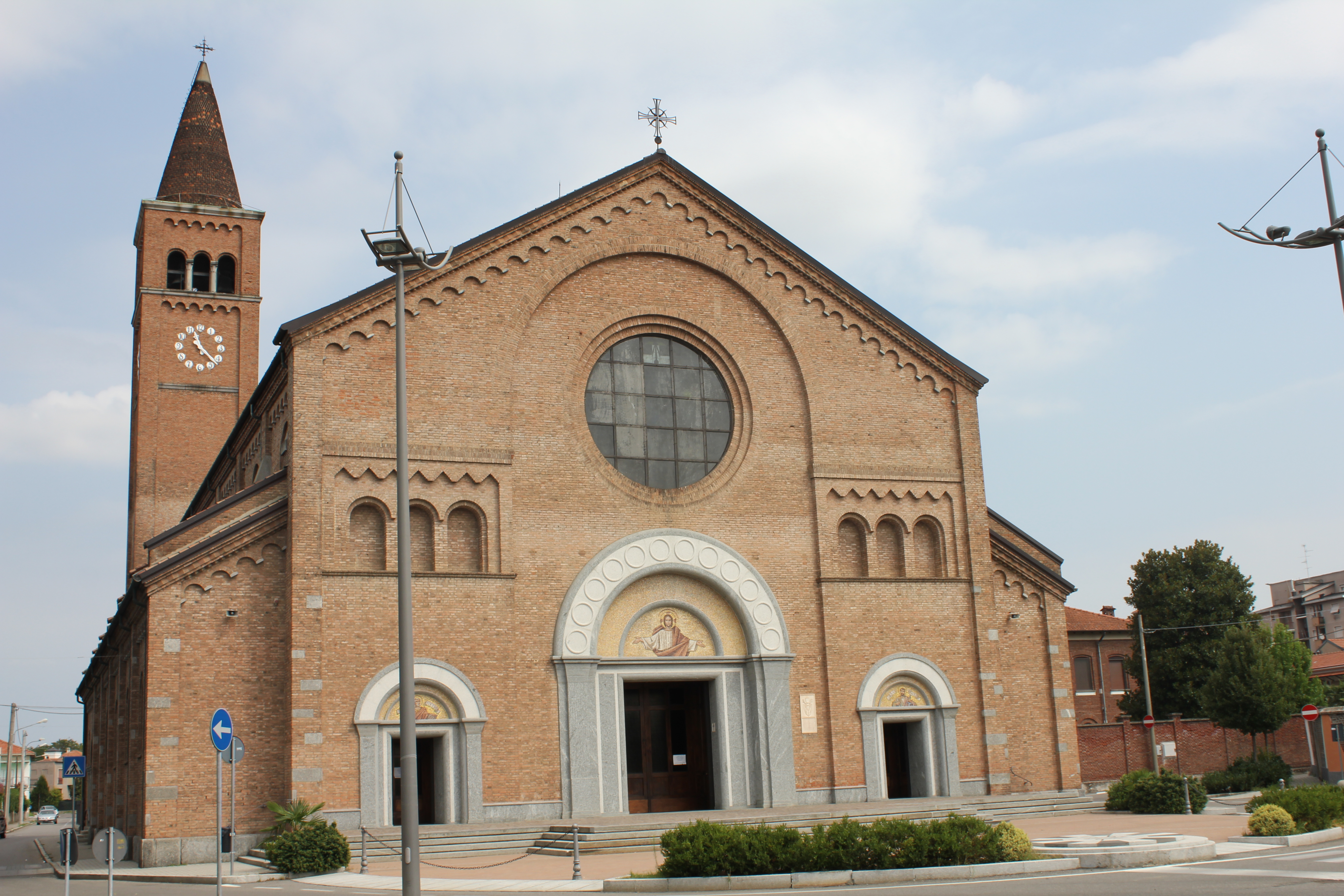
Chiesa parrocchiale di Sacconago

Tramontata l'idea di allargare ulteriormente la chiesa settecentesca per renderla più capiente, sull'area del cimitero vecchio, venne posta la prima pietra della nuova chiesa nel 1928, dedicata anch'essa ai santi Apostoli Pietro e Paolo, anno nel quale l'ex-comune autonomo di Sacconago venne aggregato, assieme a quello di Borsano, alla città di Busto Arsizio.
La prima santa Messa fu celebrata nel 1932 da don Antonio Marelli, che già nel 1904 si era rivolto all'arcivescovo di Milano, il cardinal Ferrari, facendogli presente il problema della poca capienza della chiesa settecentesca.
La chiesa fu consacrata dal cardinal Ildefonso Schuster il 24 settembre 1933 e vi si portarono, con solenni processioni, le reliquie e le campane dalla chiesa vecchia. Il progetto dell'edificio, con muro in mattoni a vista e blocchi di pietra disposti irregolarmente, è dell'ingegner Azzimonti.
L'interno presenta tre navate e un'abside semicircolare. Vi si conserva una tela ad olio secentesca con la rappresentazione del martirio di Sant'Orsola. L'altare maggiore, in marmo bianco, risale al 1937.
Il campanile della chiesa, una torre di 50 metri d'altezza, fu completato solo nel 1946.

### Chiesa vecchia dei Santi Pietro e Paolo

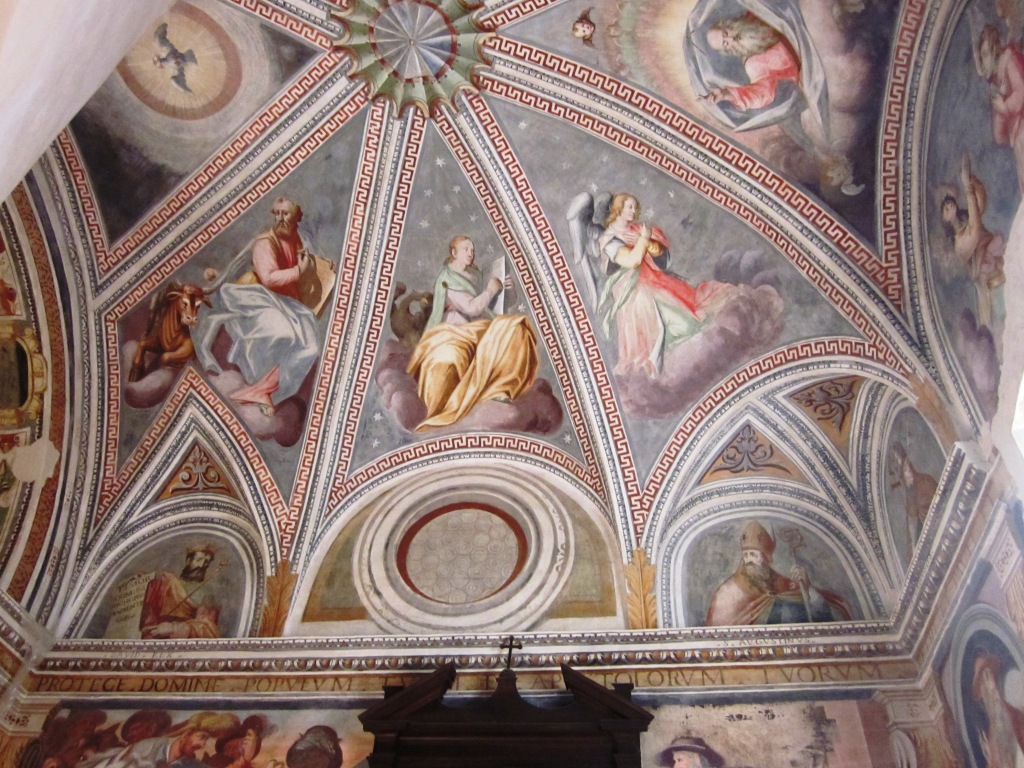
Volta dell'abside

Uno dei monumenti di rilievo del quartiere è la vecchia chiesa parrocchiale (a Gésa Vègia), dedicata ai santi apostoli Pietro e Paolo, e chiamata comunemente "chiesa vecchia". L'attuale edificio fu costruito tra il 1708 e il 1724 nell'area sulla quale sorgevano l'antica chiesa medievale ad aula unica ed il cimitero posto al suo fianco.
Dell'antica chiesa, più piccola e costruita intorno al X secolo, rimangono alcuni resti, come il muro d'ambito settentrionale. L'edificio medievale fu ampliato nel XV secolo, con la costruzione di un nuovo presbiterio quadrato (attuale sagrestia) e di una nuova sagrestia (attuale ripostiglio). La consacrazione avvenne il 26 novembre 1549.
Nel 1580 vennero aggiunte due cappelle: una per il battistero ed una intitolata alla Vergine Maria. Nel 1611 fu costruito il campanile che si conserva tuttora nella sua parte inferiore, di stile prerinascimentale. Negli ultimi anni del XVIII secolo, fu infatti chiusa la cella campanaria per trasformarla nel segmento dell'orologio e la nuova cella viene costruita al di sopra.
L'edificio attuale è formato da una navata centrale che si apre su quattro cappelle laterali. L'organo risale al 1923 e sostituì quello antico, donato cinque anni più tardi alla parrocchia di Grantola. Recentemente l'edificio è stato oggetto di ampi e profondi restauri che hanno fatto emergere l'antichità del luogo di culto, nonché affreschi di un certo pregio.

### Chiesa di San Donato (demolita)

Oratorio di San Donato (anni trenta)

Al di fuori del piccolo centro abitato, sorgeva l'oratorio di san Donato, una piccola chiesa già menzionata nel repertorio delle chiese milanesi alla fine del Duecento ma risalente probabilmente agli albori del villaggio. Nel corso dei secoli l'abitato di Sacconago crebbe fino ad inglobare la chiesa.
Fu disgraziatamente demolita nel 1954 per costruire un cinematografo. Oggi resta la traccia di un antico muro dell'edificio. Bisogna ricordare che, se tale chiesetta risalisse al periodo di massima venerazione del santo alla quale è dedicata, san Donato, ovvero all'epoca Longobarda, questa traccia inserita nel muro del cinema rappresenterebbe, insieme alla base del campanile della chiesa di San Michele Arcangelo, il più antico reperto della città di Busto Arsizio.

### Chiesa di Madonna in Campagna

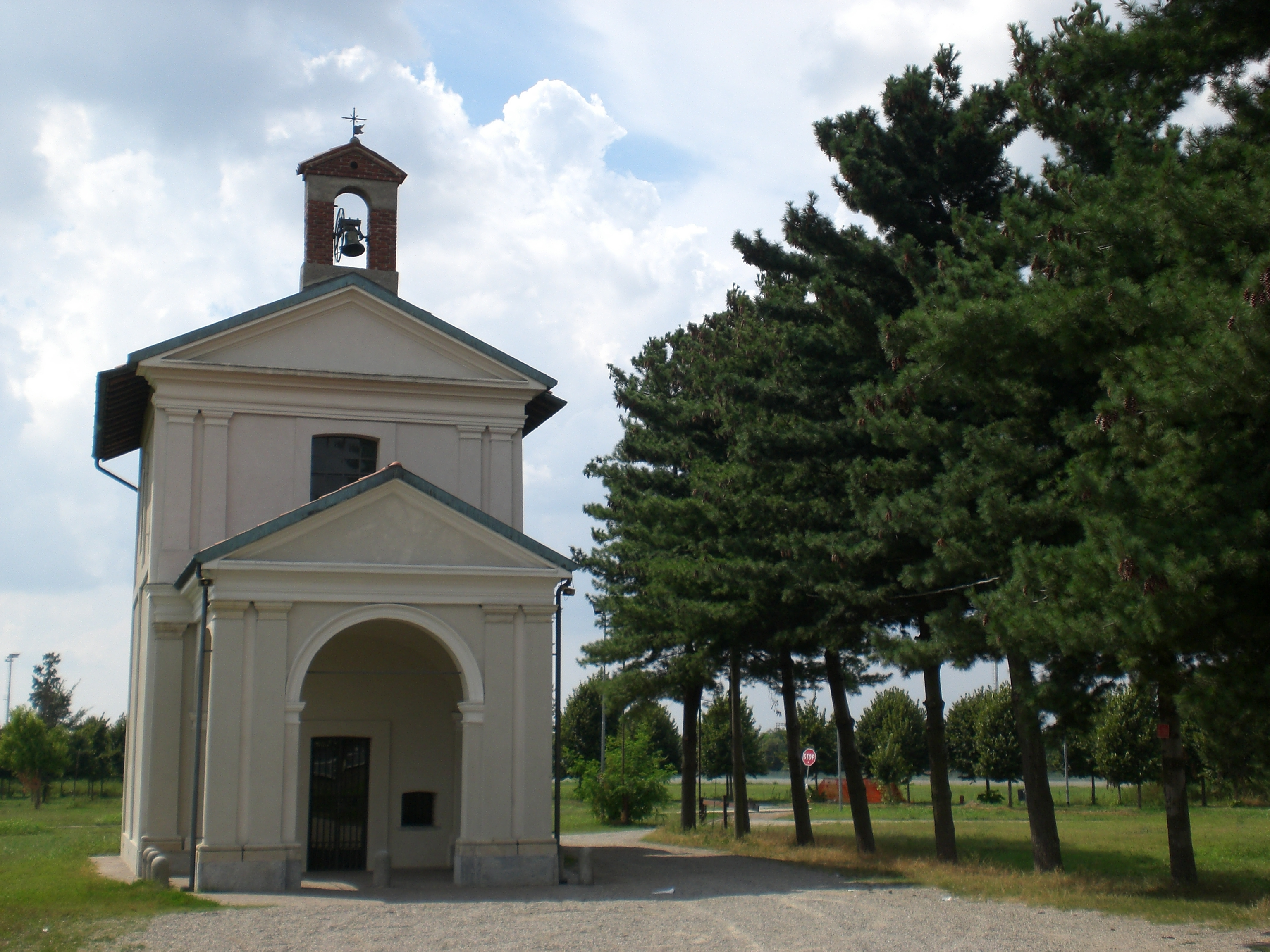
Chiesa di Madonna in Campagna

Nel luogo dove attualmente sorge la chiesa, esisteva già una piccola cappella votiva almeno a partire dal 1561. Nel 1702 si decise di costruire una vera e propria chiesa dedicata alla Beata Vergine dei Sette Dolori nel luogo in cui, su un semplice tratto di muratura, si venerava un'immagine della Deposizione. L'edificio, in origine, non era consacrato ma soltanto benedetto. Inoltre non presentava il portico antistante la facciata che si può osservare oggi.
L'interno della chiesa fu decorato con un pregevole dipinto della Pietà, ovvero della Vergine che regge il corpo di Gesù Cristo morto. La chiesa venne dotata di sagrestia nella seconda metà del Settecento. A causa di recenti rinnovamenti della viabilità che hanno permesso di collegare con la città oltre alla zona industriale anche il centro di raccolta dei rifiuti e il nuovo stadio di atletica (e che permetteranno di accedere al nuovo terminal merci intermodale di Sacconago), parte dell'antica stradina di campagna che costeggiava la chiesa è andata perduta.

### Cimitero

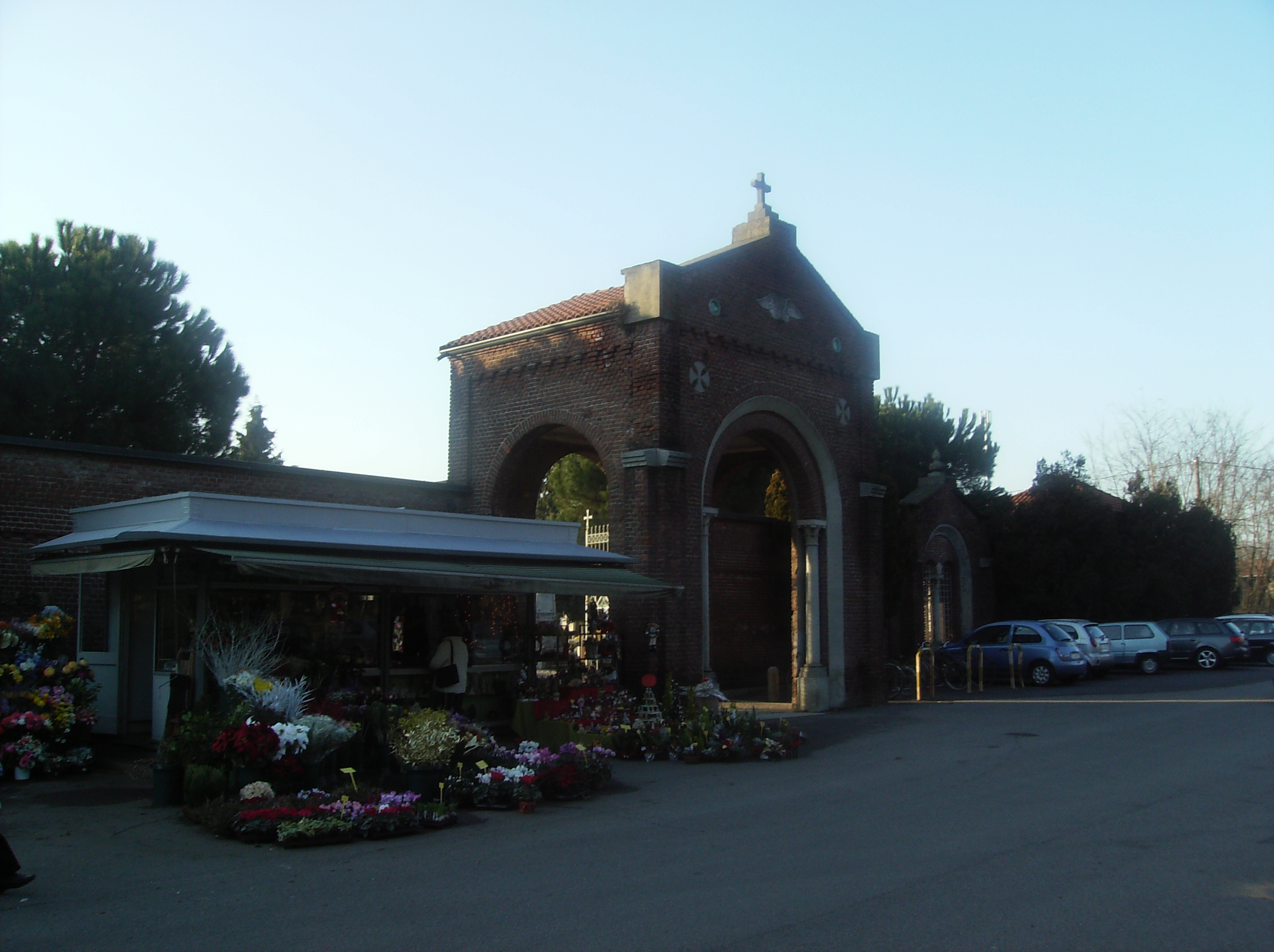
Cimitero di Sacconago

Verso la metà del Settecento, quando si rese inadeguato l'antico cimitero che si trovava accanto alla vecchia chiesa parrocchiale dei santi apostoli Pietro e Paolo, un nuovo cimitero venne costruito al di fuori del nucleo storico dell'ex-municipio di Sacconago, nell'area in cui dal 1928 sorge la nuova chiesa parrocchiale.
Alla fine dell'Ottocento si decise di spostare di nuovo il cimitero in un'area a sud-ovest del centro urbano, sulla via Bienate, che collega Sacconago con l'ex-comune autonomo di Bienate. Il nuovo cimitero fu progettato dall'ingegner Ercole Seves nel 1898, che qualche anno prima aveva già progettato il Cimitero monumentale di Busto Arsizio. La prima tumulazione avvenne nel 1908.
Tra i monumenti degni di nota, si trova la cappella Gagliardi, opera dell'architetto Silvio Gambini.

### Villa Calcaterra

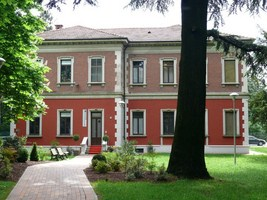
Villa Calcaterra

La villa fu costruita negli anni venti dalla famiglia Calcaterra, proprietaria anche di un cascamificio a Sacconago e di una tessitura in Valcuvia. Durante la seconda guerra mondiale fu requisita dai tedeschi e divenne famigerata per le torture inflitte al suo interno ai partigiani della zona.
Rimase di proprietà della famiglia sino al 1968 e fu acquistata nel 1972 dal Comune di Busto Arsizio, che la destinò a sede distaccata delle scuole elementari "Ada Negri" e poi del liceo scientifico "Arturo tosi". La villa, la cui facciata principale si trova su via Magenta, presenta una pianta ad H sviluppata su tre piani. L'esterno della villa presenta numerose decorazioni.
Nel grande parco che circonda la villa, tra la vie Magenta e XI Febbraio, si trova il monumento alla municipalità di Sacconago.
Dopo essere rimasta a lungo in stato di abbandono, oltreché oggetto di azioni vandaliche, il 31 ottobre 2009, dopo un adeguato restauro, è stata consegnata all'Istituto cinematografico Michelangelo Antonioni.

## Geografia antropica
Il suo territorio comprende, oltre all'antico borgo di Sacconago vero e proprio, anche l'antico comune di Cascina Brughetto (o Cascina di Borghetto). I due comuni furono uniti nel 1730.
Fu sede marchionale dal 1647 sotto la famiglia Corio, che dovette chiedere dispensa visto lo scarso numero di "fuochi" (nuclei familiari) che componevano la comunità.

## Cultura

### Tradizioni e folclore
Per quanto riguarda le tradizioni a carattere religioso, nel quartiere si celebra la festa di san Cirillo: dopo la santa Messa, i sinaghini festeggiano per le vie del quartiere con cavalieri e carri trainati da muli.
La locale associazione della Famiglia Sinaghina organizza ogni febbraio la sfilata carnevalesca per tutta la città di Busto Arsizio, guidata dalle maschere popolari (di recentissima creazione, caso raro) del Tarlisu e della Bumbasina, i cui nomi rispecchiano tipi di tessuto prodotti storicamente in città in omaggio alla fiorente tradizione tessile locale.

### Musica
Sacconago ospita sin dal 1875 la Filarmonica Santa Cecilia

## Sport

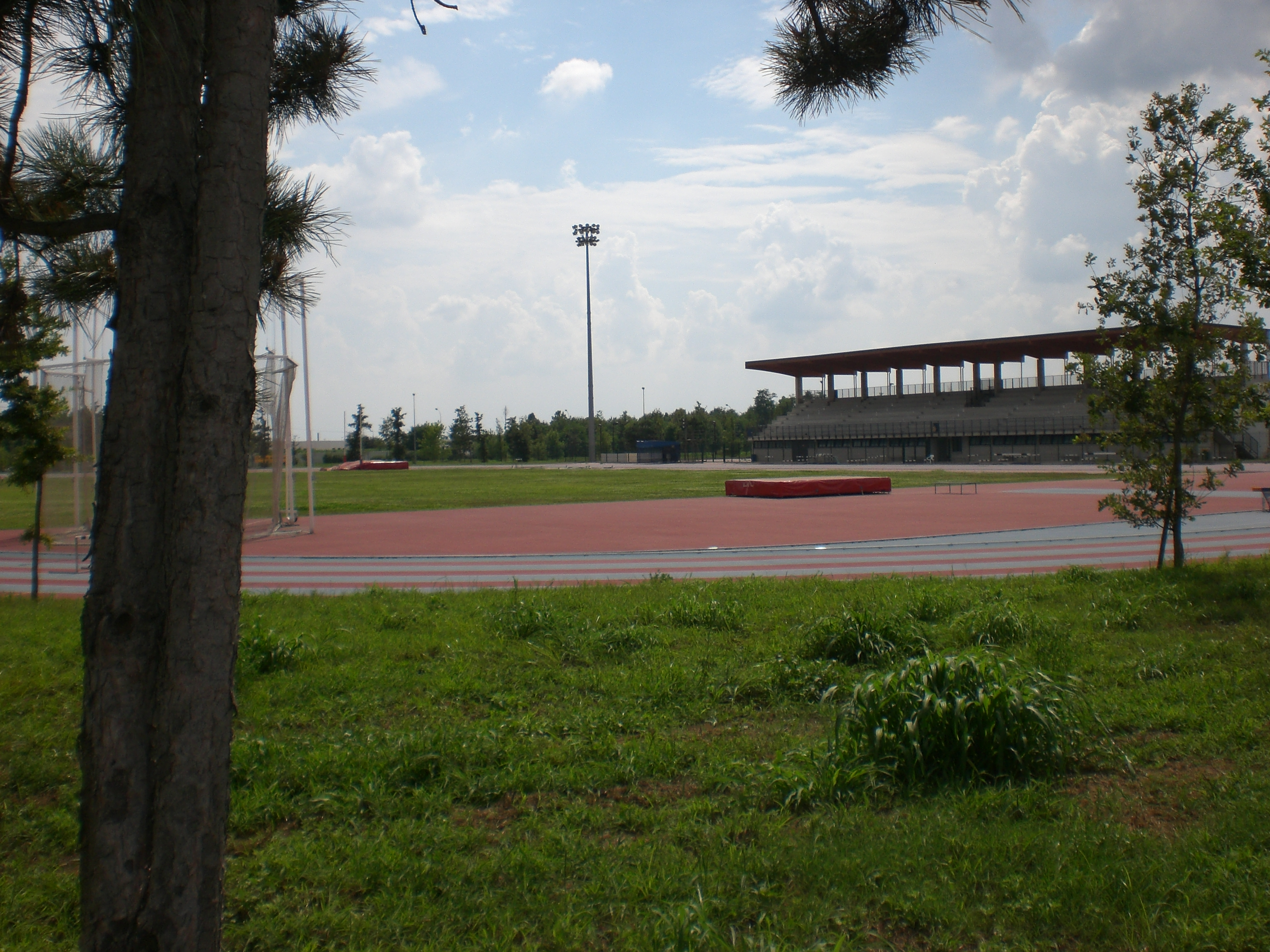
La pista di atletica leggera di Sacconago.

- A Sacconago, da settembre 2006, è entrata in funzione la nuova pista di atletica leggera dove si allenano gli atleti della Pro Patria Bustese Atletica Mondo, la squadra di atletica leggera di Busto Arsizio. Questo impianto ha ospitato numerosi eventi sportivi, tra i quali, il 23-24 settembre 2006, la Finale Oro dei Campionati italiani di società di atletica leggera, dove, tra gli altri, ha partecipato Assunta Legnante, ottenendo il suo primato personale nel getto del peso e l'allora record italiano.
- A Sacconago ha sede il Club Amici dello Sport, la cui Prima Squadra milita nel campionato calcistico di Prima Categoria dopo la retrocessione dalla Promozione nella stagione 2012-2013.
- A Sacconago è sempre vissuto il noto campione di apnea Gianluca Genoni.
- A Sacconago ha sede la società OM Sacconago, nata nel 1995 e militante nella serie A del campionato CSI sezione Varese.

## Infrastrutture e trasporti
Il terminal merci di Sacconago, già previsto dal piano regolatore del 1975 e realizzato tra il 2007 e il 2010 su una superficie di 38.000 metri quadrati, è stato progettato con lo scopo di togliere dalle strade circa 40.000 camion l'anno (poco meno di un sesto di quelli tolti dal Terminal Hupac di Busto Arsizio). Dopo due anni di inutilizzo, e dopo il completamento della nuova viabilità di via Piombina, la neonata società di logistica Carcolog ha affittato l'area dalla società svizzera Hupac (che l'aveva in gestione da Trenord) per utilizzarlo durante la ristrutturazione del terminal di Arese allo scopo di smistare automobili FIAT nelle concessionarie di Lombardia, Piemonte e Veneto.

## Galleria d'immagini

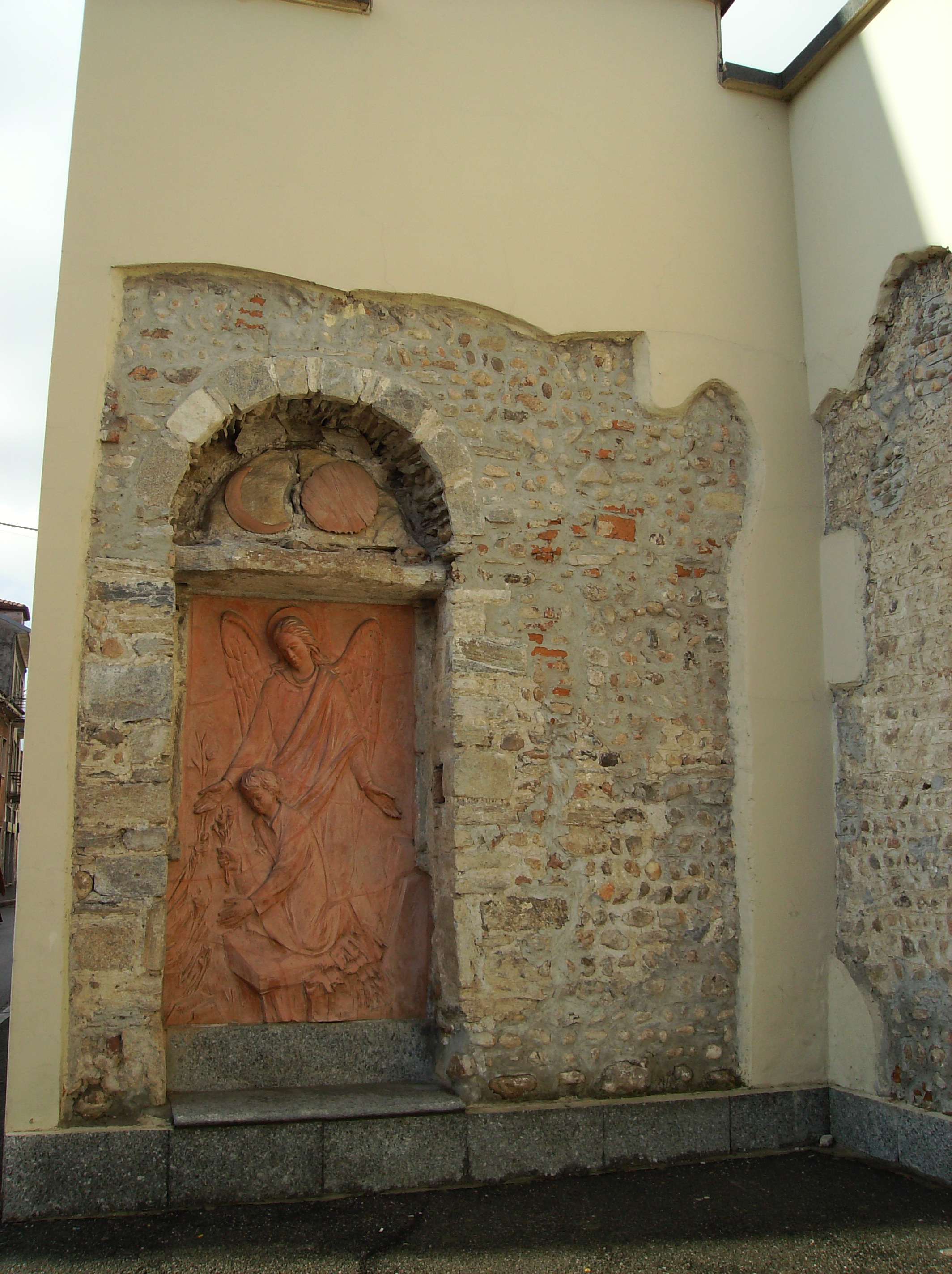
Resti dell'edicola di San Donato
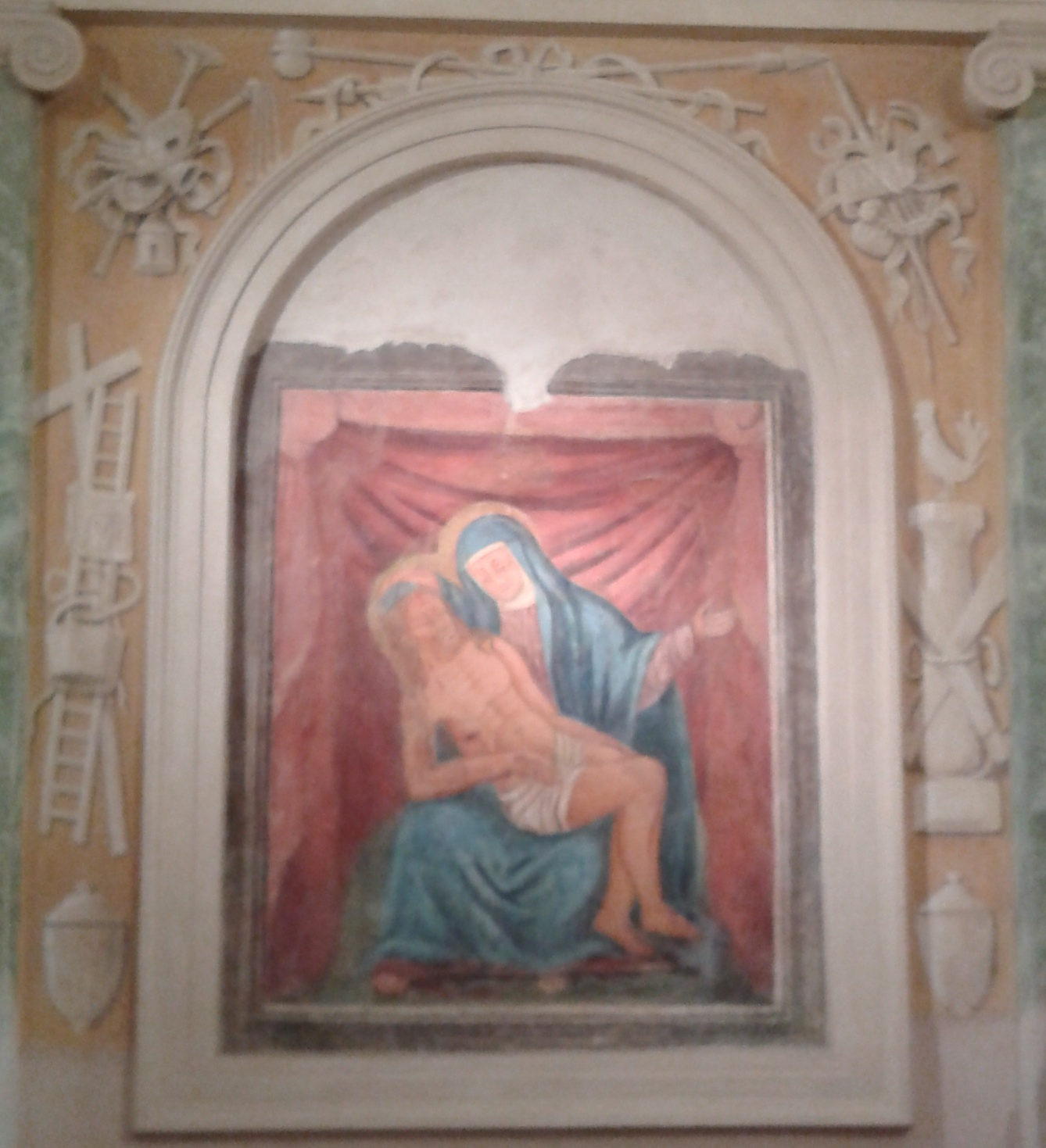
Pietà, chiesa di Madonna in Campagna